# Zasady sprawiedliwego opodatkowania
Każde publicznoprawne, nieodpłatne, przymusowe oraz bezzwrotne świadczenie pieniężne na rzecz Skarbu Państwa, województwa, powiatu lub gminy, wynikające z ustawy podatkowej powinno spełniać trzy główne zasady sprawiedliwego opodatkowania:
- zasada zdolności płatniczej podatnika (ang. ability to pay), stwierdza ograniczenie kręgu płatników danego podatku oraz uwzględnianie indywidualnej zdolności płatniczej  (mierzonej zazwyczaj dochodem bądź poziomem zamożności)

- zasada korzyści (ang. benefit), mówi o tym, że płatnikami danego podatku powinni być tylko ci, którzy uzyskają z niego korzyści (beneficjenci podatku). Zasada ta jest skrajnie pomijana przy tworzeniu obecnych systemów podatkowych.

- zasada prostoty (ang. simplicity), odnosząca się do zrozumiałości zasad opodatkowania przez płatników, pewności stosowania i łatwości ściągalności podatku

## Implikacje
Zasada zdolności płatniczej wyklucza podatki dotyczące całej społeczności o jednakowej wysokości, zapewnia on także, że osoby o tym samym poziomie zdolności płatniczej (ang. horizontal equity) powinny płacić te same wielkości podatków. Wyrażenie „wielkość podatków” zostało tu użyte z zamysłem, aby uchwycić możliwie szeroki zakres tego słowa. Rozstrzygnięcie czy stawka  proporcjonalna, progresywna czy regresywna jest sprawiedliwa, pozostaje kwestią indywidualną. Stawka proporcjonalna sprawia, że każdy płatnik oddaje tę samą część (wyrażoną w %) swojego dochodu w postaci podatku. Stawka progresywna, może zostać uznana za sprawiedliwą ze względu na malejącą krańcową użyteczność każdej następnej jednostki pieniężnej, a tym samym można to rozumieć za niewielką uciążliwość dla płatników o wysokich dochodach. Stawka regresywna, może być rozumiana za sprawiedliwą w przesłance pytania: Dlaczego bogaty ma oddawać większą część swojego dochodu niż biedniejszy, skoro w wartościach absolutnych (np. w zł) przy stawce regresywnej i tak będzie oddawał więcej?
Zasada korzyści może być obserwowana np. w podatku drogowym doliczanym do każdej jednostki paliwa (np. litra benzyny). Jego płatnicy – kierowcy, powinni uzyskiwać korzyść z wyremontowanych dróg.
Zasada prostoty, niestety ma w Polsce niewielkie zastosowanie. System podatkowy jest skomplikowany a jego stosowanie utrudnia różne rozumienie tych samych kwestii w różnych ustawach.